# Bovinocultura
Bovinocultura hace referencia a la actividad de cría de reses .
Los principales cultivos para alimentar al ganado pertenecen a especies como Leucaena, maní forrajero y pasto Sudán.
Cabe mencionar que en las explotaciones de bovinos se da mucha importancia a los aspectos de la producción de carne y leche. Las características que distinguen a estos animales son:
Bovino productor de carne
- Rápido crecimiento
- Alta conversión alimento/peso
- Esqueleto fuerte y musculoso
- Extremidades cortas y fuertes
- Fuerte musculatura

Bovino productor de leche
- Extremidades delgadas
- Desarrollo de la pelvis